# Devrient-Werft
Die Devrient-Werft wurde 1856 von Felix Devrient und seinem Partner Keier in Danzig-Strohteich als Schiffswerft Keier & Devrient gegründet und im Laufe der Zeit mehrfach umbenannt. 1914 wurde die Werft liquidiert. Sie hatte rund 150 Neubauten abgeliefert, darunter drei Spierentorpedoboote und 40 Seeschiffe.

## Geschichte
10 Jahre nach der Gründung übernahm Devrient die Werft als alleiniger Inhaber und nannte sie „Schiffswerft Felix Devrient“. 1870 hieß sie nach der Umstellung auf den Eisenschiffbau „Danziger Schiffswerft und Kesselschmiede F. Devrient & Co“ und 1890 erfolgte eine weitere Umfirmierung in „Danziger Schiffswerft und Kesselschmiede Johannsen & Co“. 1870 erfolgte die erfolgreiche Umstellung von Holz- auf den Eisenschiffbau und fortan wurde das Schiffbauprogramm von Segelschiffen auf Dampfschlepper, kleine Frachtdampfer, Bagger, Eisbrecher und Personendampfer mit Dampfantrieb umgestellt.
1914 wurde die Werft liquidiert. Sie hatte rund 150 Neubauten abgeliefert, darunter 40 Seeschiffe. Das Gelände wurde von Carl William Klawitter und Friedrich Wilhelm Klawitter, seinerzeit Inhaber der Klawitter Werft übernommen.

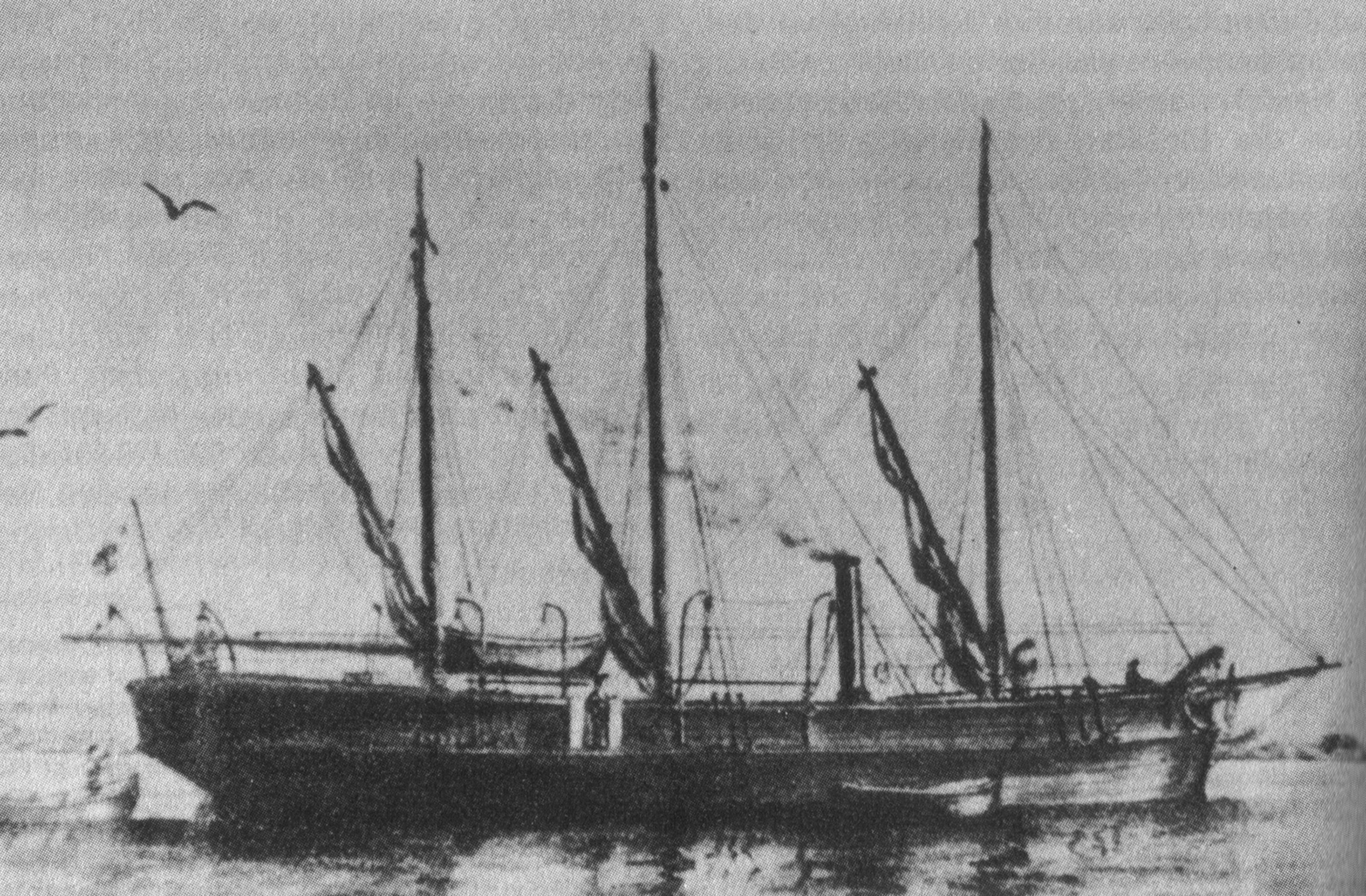
SMS Fuchs, baugleich mit der Hyäne.

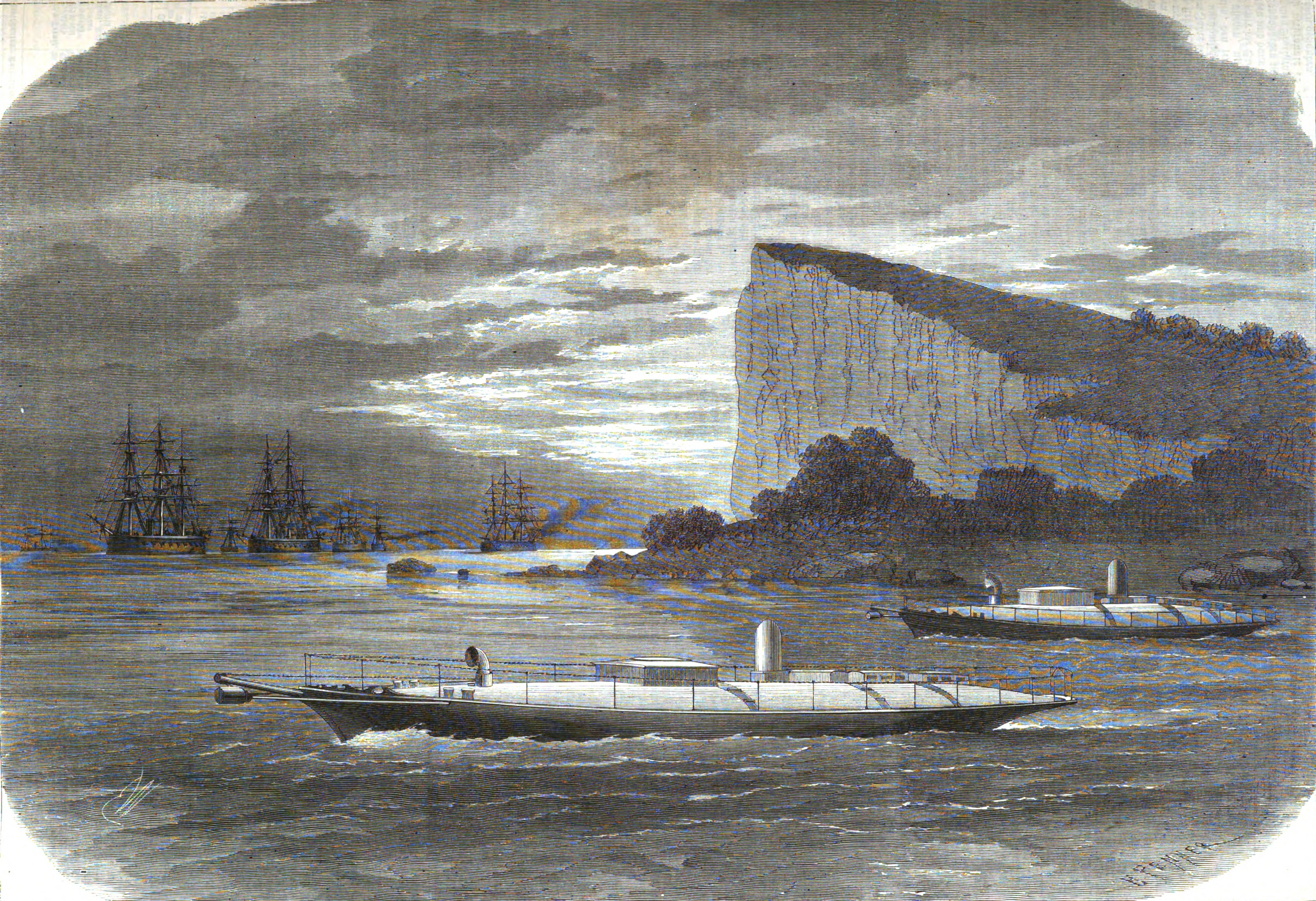
“Die neuen Torpedoboote der deutschen Marine.” Zeichnung in der Illustrirten Zeitung. Dargestellt sind zwei der drei Spierentorpedoboote der Danziger Werft Devrient, die 1871/72 für die deutsche Kaiserliche Marine gebaut wurden.

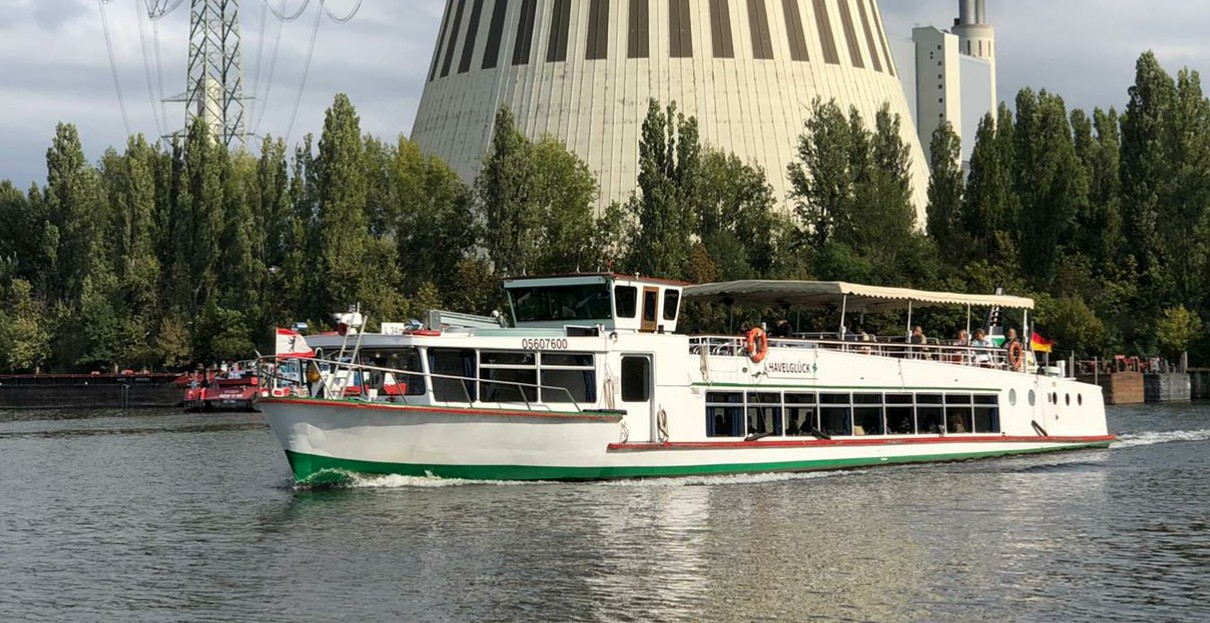
Fahrgastschiff Havelglück (ex Neptun, gebaut 1895) in Berlin

## Gebaute Schiffe
Mit den Dampfkanonenbooten Hyäne und Habicht (zwei Schiffe der Jäger-Klasse) wurden 1860 von der Werft die ersten Schiffe mit Dampfantrieb abgeliefert. Sie gehörten zu den Schiffen einer Klasse von insgesamt fünfzehn Dampfkanonenbooten der Königlich Preußischen Marine, der Norddeutschen Bundes sowie der Kaiserlichen Marine. Die Baukosten betrugen 48.700 Mark, waren als Schoner mit drei Masten und 300 m² Segelfläche getakelt. Sie waren in Eichenholz-Kraweelbau mit Kupferbeschlag ausgeführt und wurden von 1 Paar liegende Einzylinder Expansions-Maschinen von Borsig, Berlin angetrieben. Der Dampf für den 220 PS-Dampfmaschinenantrieb wurde von vier Kofferkessel mit 4 atü Dampfdruck geliefert.
Bis 1866 wurden rund 25 hölzerne Segelschiffe gebaut.
Nach der Umstellung von Holz- auf den Eisenschiffbau wurden von dem inzwischen als „Danziger Schiffswerft und Kesselschmiede Johannsen & Co“ firmierenden Unternehmen ab 1871 eine Serie von drei Torpedodampfer, die sogenannten Devrient´schen Spierentorpedoboote Devrient Nr. I, Devrient Nr. II und Devrient Nr. III, gebaut und abgeliefert. Sie wurden von der Kaiserlichen Marine bestellt, um Versuche mit Spierentorpedos durchzuführen. Die Baukosten betrugen je 36.000 Mark und der
verzinkte Rumpf der Dampfer bestand aus Eisen und war 21,3 m lang, 3,30 m breit. Sie hatten einen Tiefgang von 1,9 m, eine Verdrängung von 34  und liefen 8 kn. Sie wurden von einer stehenden Zweizylinder Expansionsmaschine mit 250 PSi angetrieben, die von einem Zylinderkessel mit 4 atü Dampf versorgt wurde. Sie waren ausgerüstet mit einem Spierentorpedo mit 17-kg-Sprengladung und Aufschlagzünder.
Danach folgten Prahme für die kaiserliche Werft Danzig, Eisbrecher, Tankleichter, Heckradschlepper, Dampfbarkassen und Personendampfer bis 600 BT für Danziger und Berliner Reedereien. 1895 folgte eine Serie von vier Personendampfern für die „Oberspree-Dampfschiffahrts-Gesellschaft Tismer & Co.“ in Niederschönweide. Die 6,40 m breiten und 31,7 m langen Doppelschrauber „Borussia“, „Neptun“, „Hewald“ und „Kyffhäuser“ hatten je zwei 90-PS-Dampfmaschinen der Union-Gießerei in Königsberg. Die Neptun ist auch heute noch allerdings als Havelglück in Betrieb. Das heutige Schiff wurde in den 1970er Jahren neu aufgebaut und hat eine Länge von 34,00 Metern und eine Breite von 6,00 Metern. Mit dem Tiefgang von 1,10 Metern kann das Schiff auch kleinere Gewässer der Berliner Region, wie den Griebnitzkanal, befahren.
1898 hatte die Werft 102 Beschäftigte und 1899 waren es 127.
1906 wurden für die ein Jahr früher gegründete Leerer Heringsfischerei vier 150 BRT-Heringslogger mit den Namen Helene, Mathilde Dorothea und Margarethe gebaut und abgeliefert. Sie waren mit einer 100 PS Dampfmaschine ausgerüstet, hatten einen Bruttorauminhalt von rund 450 Kubikmeter und ein Fassungsvermögen von 550 Heringsfässer.

## Erhaltene Schiffe
- Eisbrecher Kuna (ex Ferse), Baujahr 1884, in Gorzów Wielkopolski, dem ehemaligen Landsberg an der Warthe